# Stipjesbladroller
De stipjesbladroller (Lozotaeniodes formosana) is een nachtvlinder uit de familie van de bladrollers. De spanwijdte van de vlinder bedraagt tussen de 20 en 26 millimeter.
Het is een Centraal-Europese soort die de grove den als waardplant heeft. De vliegtijd loopt van juni tot augustus. De vlinder wordt actief rond de schemering.